# Джоан Кроуфорд
Джоан Кроуфорд (англ. Joan Crawford; имя при рождении — Люси́ль Фэй Лесю́р) (также Ле Сьюэ́р; англ. Lucille Fay LeSueur; 23 марта 1904 — 10 мая 1977) — американская актриса, в 1930-е годы по популярности соперничавшая с Марлен Дитрих и Гретой Гарбо. Лауреат премий «Оскар» и «Золотой глобус». Американским институтом киноискусства признана одной из величайших актрис в истории.

## Биография

### Юность
Люсиль Фэй Лесюр родилась 23 марта в городе Сан-Антонио, штат Техас и была третьим ребёнком в семье рабочего-строителя Томаса Лесюра (2 января 1867 — 1 января 1938) и Анны Белл Джонсон (29 ноября 1884 — 15 августа 1958). В семье были ещё старшие дети, сестра Дэйзи и брат Гэл Хэйс. Предположительно родители расстались ещё до её рождения, или вскоре после, когда Люсиль было 10 месяцев; так или иначе, девочку вырастила мать, которая после этого переехала в Лоутон, штат Оклахома, где вышла за Генри Дж. Кассина, управляющего местным оперным театром, который устраивал представления на дому. Хотя она не выступала в этом театре, но отчим поощрял её интерес к танцам, разрешил общаться с труппой и, в конечном итоге, Люсиль, впервые взяв себе псевдоним «Билли Кассин», стала сама шить костюмы и организовывать спектакли для соседских детей. Люсиль, предположительно, не подозревала, что Кассин, которого она называла папой, не был её биологическим отцом, пока её брат Гэл не сказал ей этого.
Доподлинный год рождения будущей актрисы остался неизвестен. Различные источники называют следующие цифры: 1904 (заявлен её дочерью Кристиной в её автобиографии «Дорогая мамочка»), 1905, 1906 (этот год Люсиль указала, когда поступала в Стивенс-колледж) и 1908 (уже став известной под именем Джоан Кроуфорд, Люсиль всегда утверждала, что именно это был настоящий год её рождения, он же указан и на её могиле).
С юных лет Люсиль мечтала стать танцовщицей. Однако, в один прекрасный день, в попытке избежать урока игры на фортепиано, она спрыгнула с крыльца своего дома и порезала ногу разбитой бутылкой из-под молока. У неё было три операции, после чего она была не в состоянии учиться в начальной школе в течение 18 месяцев. В конце концов она полностью выздоровела и вернулась к танцам. Примерно в 1916 году Генри Кассин был обвинён в растрате и, хотя оправдан в суде, был занесён в чёрный список в Лоутоне, и семья переехала в Канзас-Сити, штат Миссури, где Анна и Генри стали управлять дешёвым отелем. Там же Люсиль, после краткого обучения в общественной начальной школе, была отправлена в католическую школу-интернат Святой Агнессы. Затем Анна развелась с Генри и пошла работать в прачечную. Не имея возможности оплачивать обучение Люсиль она договорилась с дирекцией, чтобы Люсиль отрабатывала плату за учение работой там же. Все последующие тамошние годы Люсиль провела за тем, что готовила и убирала, из-за чего на учёбу времени почти не оставалось. Как итог, школьное образование Люсиль в конечном счёте ограничилось лишь начальной школой.
Позже Люсиль пошла в Академию Рокингема, где аналогично вынуждена была отрабатывать своё обучение, из-за чего жила и работала там всю неделю, возвращаясь домой только на выходные. В этот период у неё случился первый роман с трубачом Рэем Стерлингом, который, по слухам, и вдохновил её на то, чтобы пробиться в жизнь не с помощью образования, а с помощью своих талантов. В 1922 году она поступила в женский Стивенс-колледж (хотя у неё не было законченного среднего образования, её взяли по протекции её классной наставницы из начальной школы, на тот момент уже работавшей в колледже) в городе Колумбия, штат Миссури, но спустя четыре месяца его бросила — как и в предыдущих случаях, ей пришлось там же отрабатывать своё обучение, но к тому моменту Люсиль поняла, что у неё большие пробелы в образовании и обучение в колледже ей не потянуть. Она вернулась в Канзас-Сити и подрабатывала в разных местах (в том числе оператором эскалатора в супермаркете). В 1923 году она выиграла любительский конкурс эстрадных исполнителей в Канзас-Сити и уехала выступать в клубах Чикаго, Детройта и Нью-Йорка.

### Карьера

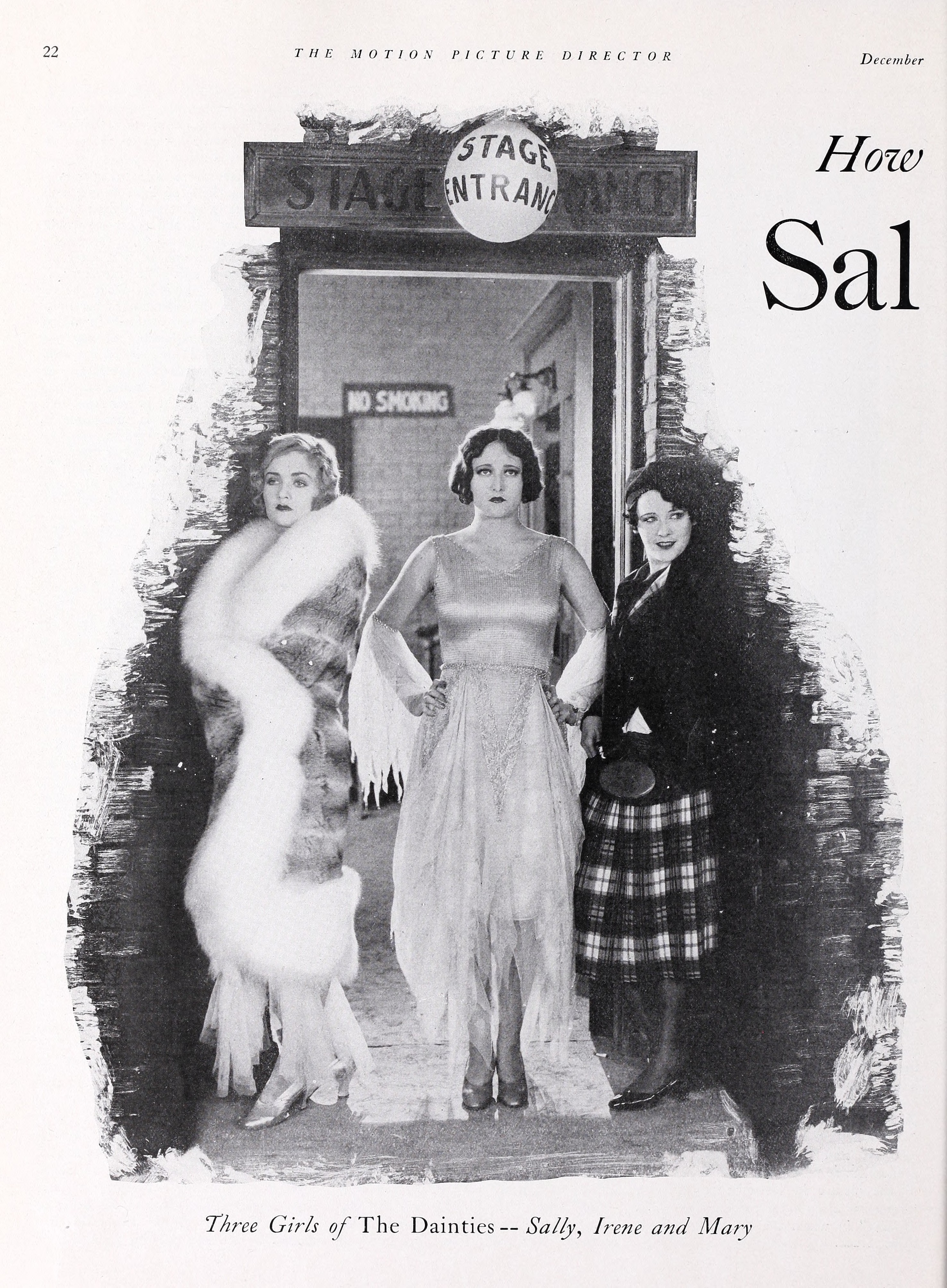
Слева направо: Констанс Беннетт, Джоан Кроуфорд и Салли О’Нил в рекламе фильма «Салли, Ирен и Мэри» (1925)

Под именем Люсиль Лесюр Кроуфорд начала танцевать в путевых ревю и была замечена в Детройте продюсером Джейкобом Дж. Шубертом. В 1924 году Шуберт поставил кордебалет «Невинные глаза» в театре Зимний сад на Бродвее в Нью-Йорке. Вместе с Кроуфорд выступал саксофонист по имени Джеймс Велтон. Они якобы поженились в 1924 году и жили вместе несколько месяцев, хотя сама она никогда не упоминала этот брак в последующие годы.

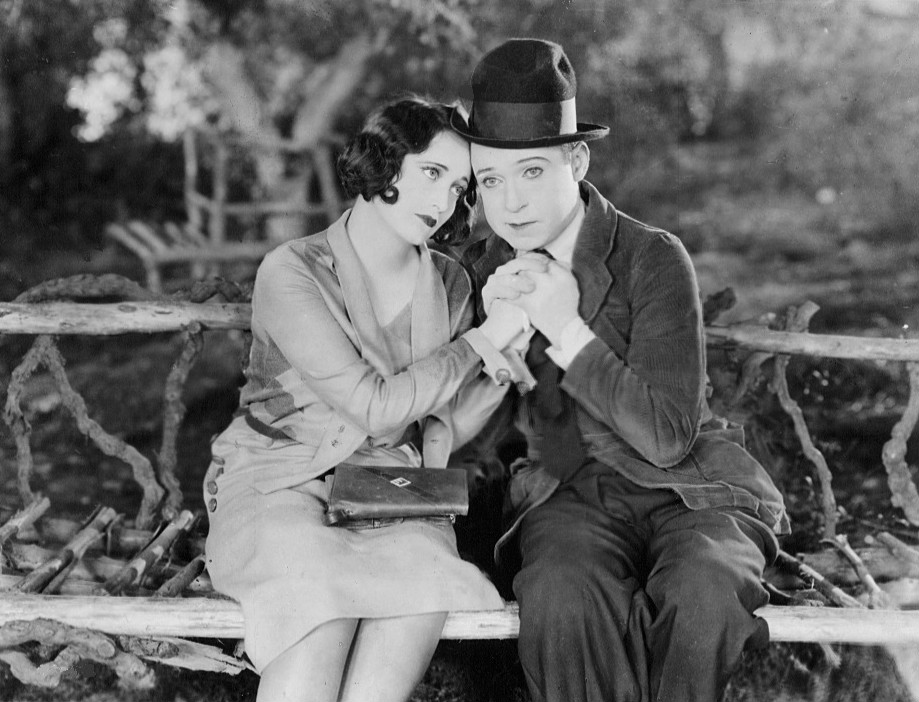
С Харри Лэнгдоном в фильме «Бродяга, бродяга, бродяга» (1926)

В самом начале 1925 года она решила попытать счастья в Голливуде и почти сразу получила роль в фильме «Красавицы» с СейЗу Питтс в главной роли. Она подписала контракт со студией «Metro-Goldwyn Pictures» и по настоянию студии взяла постоянный псевдоним «Джоан Кроуфорд». Как вспоминала сценарист MGM Фредерика Сэгор Маас: «Никто не делал Джоан Кроуфорд звездой. Джоан Кроуфорд стала звездой, потому что Джоан Кроуфорд решила стать звездой». В 1926 году Кроуфорд попала в список наиболее перспективных начинающих актрис года WAMPAS Baby Stars, вместе с Мэри Астор, Долорес Костелло, Долорес дель Рио, Джанет Гейнор и Фэй Рэй. Среди фильмов этого периода с её участием представляют интерес комедия Гарри Эдвардса «Бродяга, бродяга, бродяга» (1926) и драма Тода Браунинга «Неизвестный» (1927).
Однако настоящий успех приходит к ней только после исполнения главной роли в фильме «Наши танцующие дочери» (1928), за которым следуют ещё несколько успешных фильмов. Появление звукового кино, которое привело к вынужденному завершению карьер многих актёров, не повлияло существенно на Кроуфорд — у неё был сильный и выразительный голос. Первым звуковым фильмом Кроуфорд стал Untamed (1929), в котором она танцевала, а также исполнила несколько песен. C 1929 по 1933 год была замужем за актёром и будущим героем Второй мировой войны Дугласом Фэрбенксом-младшим. Причиной развода стало увлечение Кроуфорд известным актёром Кларком Гейблом. В 1930-х годах её карьера развивалась успешно, она оставалась одной из ведущих актрис студии «MGM» и снялась в таких важных фильмах, как «Украденные драгоценности» (1931), «Гранд-отель» (1932), «Сэйди Макки» (1934), «Только без дам» (1935) и «Любовь на бегу» (1936). Также актриса стала прототипом для создания образа Злой королевы для мультфильма компании «Walt Disney» «Белоснежка и семь гномов» (1937).

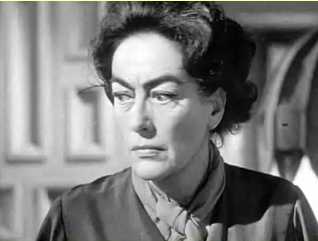
Джоан Кроуфорд в фильме «Что случилось с Бэби Джейн?» (1962)

В фильме «Все целуют невесту» (1942) Кроуфорд сыграла роль, которую должна была играть Кэрол Ломбард. Актриса согласилась сыграть эту роль после гибели Ломбард в авиакатастрофе во время тура по сбору средств в помощь армии. Весь гонорар за съёмки Кроуфорд перечислила в Красный Крест и уволила своего агента за то, что тот удержал из этой суммы оговоренные контрактом 10 %. В 1943 году Джоан Кроуфорд покинула «MGM», поскольку студия перестала предлагать ей роли, соответствующие её запросам, и переходит в «Warner Bros.». Сотрудничество с этой студией приносит актрисе её единственный «Оскар» за главную роль в фильме «Милдред Пирс» (1945). Успех «Милдред Пирс» возродил кинокарьеру Кроуфорд. В течение нескольких лет она была одной из самых уважаемых и успешных актрис в Голливуде. Заслужив впоследствии за свои роли ещё две номинации, но так более и не получив премий, Кроуфорд в начале 1950-х начала сниматься всё меньше и с существенно меньшим успехом.
В 1956 году она в четвёртый раз вышла замуж — на этот раз за Альфреда Стила, председателя совета директоров компании PepsiCo. После его смерти в 1959 году она, продолжая эпизодически сниматься в кино, работала в компании как руководитель пресс-службы до 1972 года.
Последнюю крупную роль в кино актриса исполнила в психологическом триллере «Что случилось с Бэби Джейн?» (1962), где выступила дуэтом с давней неприятельницей Бетт Дейвис. Фильм имел огромный успех, покрыв все расходы в течение 11 дней со дня начала проката, и временно возродил карьеру Кроуфорд. В том же году актриса снялась в роли Люси Гарбин в фильме ужасов Уильяма Касла «Смирительная рубашка» (1964), а в 1965 году она сыграла Эми Нельсон в фильме «Я видела, что вы сделали» (1965).

### Последние годы
Последний раз на большом экране Кроуфорд появилась в роли доктора Броктон в фильме ужасов Германа Коэна «Трог» (1970), закончив тем самым 45-летнюю карьеру в кино. Её последнее публичное выступление состоялось 23 сентября 1974 года в нью-йоркском ресторане «Радужный номер» в компании подруги Розалинд Расселл. Когда Кроуфорд увидела фотографии, которые появились в газетах на следующий день, она сказала: «Если я так выгляжу, то вы меня больше не увидите».
Кроуфорд считала себя обязанной лично отвечать на все полученные ею письма от фанатов, отправляя каждому автограф. Это занятие на протяжении многих лет занимало большую часть её свободного времени. Исключение было сделано только для её бывших одноклассников по Стивенс-колледжу, которые третировали её во время учёбы.
Утром 10 мая 1977 года Джоан Кроуфорд умерла от сердечного приступа в своей манхэттенской квартире. На тот момент она также долгое время страдала раком поджелудочной железы. В своём завещании, которое было написано 28 октября 1976 года, Кроуфорд завещала двум её детям, Синди и Кэти, по 77500 долларов каждой. Также значительную сумму она оставила различным благотворительным организациям. Актриса была кремирована и её прах был помещён в склеп с её последним мужем, Альфредом Стилом, на кладбище Фернклифф в Нью-Йорке.
Через полтора года её приёмная дочь Кристина опубликовала книгу воспоминаний «Дорогая мамочка», в которой нарисовала весьма нелестный портрет Кроуфорд. Книга вызвала множество споров и стала бестселлером. В 1981 году она была экранизирована, причём роль Кроуфорд в ней исполнила Фэй Данауэй.

### Дети
Джоан Кроуфорд не имела собственных биологических детей. Будучи замужем за Дугласом Фэрбенксом-младшим и Франшо Тоуном она делала неоднократные попытки забеременеть, но все они заканчивались выкидышами (что, предположительно, было следствием абортов, которые Кроуфорд делала на заре своей карьеры, чтобы не упускать роли). В итоге все официальные дети Кроуфорд были приёмными.
Кристину (род. 11 июня 1939 года) Кроуфорд удочерила в июне 1940 года. Поскольку она была незамужней и законы штата Калифорния не позволяли ей усыновлять детей в пределах штата, то Кристину она удочерила с помощью брокера из агентства по усыновлению в Лас-Вегасе. Биологической матерью Кристины была 19-летняя незамужняя девушка, которая заранее заключила с брокером контракт на удочрение её ребёнка после рождения. Изначально Джоан назвала её Джоан-младшая, но в итоге поменяла ей имя на Кристина.  
Будучи замужем за Филиппом Терри, она усыновила сына, названного Кристофером (родился под именем Маркус Гэри Куллберг 3 июня 1941 года). Его матерью была замужяя женщина по имени Ребекка, у которой случилась интрижка с соседом. Через десять дней после рождения ребенка Кроуфорд забрала его, но когда Ребекка узнала, что ребенок был усыновлен знаменитостью, она попыталась шантажировать Кроуфорд, требуя денег, в результате чего Кроуфорд вернула ей ребенка. Позже Кроуфорд узнала, что муж Ребекки подвергал ребёнка физическому и эмоциональному насилию, отказываясь подпускать Кристофера к себе (Ребекка тогда прятала его в шкафах). В конечном итоге он швырнул ребёнка об стену, повредив ему грыжу, после чего Ребекка отдала его обратно на усыновление, и мальчик был усыновлён другой семьёй. Однако его потеря очень опустошила Кроуфорд (вплоть до того, что другим её четырём детям было запрещено упоминать этого ребёнка в её пристуствии, так как это была для неё очень болезненная тема) и спустя дестяитлетия актриса иногда подчёркивовала в интервью, что усыновляла пятерых детей, а не четырёх. В новой семье Кристофер получил имя Дэвис Гэри Дэтеридж и в 2006 году выпустил мемуары о своём детстве под названием «Другая сторона моей жизни». В них он выразил сожалению, что ему не довелось встреться с Кроуфорд пока она была жива, но он встретился с её младшими детьми, Кэтрин и Синтией, которые заверили его, что Кроуфорд всегда очень переживала расставание с ним.
В 1942 году Кроуфорд и Терри усыновили ещё одного мальчика, которого назвали Филипп Терри-младший. В 1944 году вышеупомянутая Ребекка узнала об этом ребёнке и заявила, что это тоже её сын, после чего женщину арестовали и поместили в психиатрическую лечебницу. После расторжения брака в 1946 году Кроуфорд сменила мальчику имя на Кристофер. После того, как Кристофер Кроуфорд узнал от однокласника, что он приёмный, он часто убегал из дома, его исключили из нескольких школ, и в итоге в старших классах он закончил образование в военной академии. В 18 лет Кристофер женился и через год у него родилась дочь Джанет. В 1961 году он пригласил Кроуфорд на встречу с женой и дочерью в Майами, где он работал спастелем на пляже. В 1978 году, описывая их встречу в интервью «Los Angeles Times», Кристофер упоминал Кроуфорд только по инициалам (Джей-Си): хотя Кроуфорд обняла Джанет, но как только Кристофер назвал её бабушкой, то Крофуорд, по его словам, тут же ответила: «Никакая я не бабушка. Я тётя Джоан». После чего она вернула ему девочку со словами, что та «на него совсем не похожа». Это был последний раз, когда Кристофер лично виделся с Крофуорд. В 1973 году у него родилась вторая дочь Бони, которая родилась очень болезненнной. Кристофер тогда позвонил Кроуфорд с просьбой стать донором для переливания крови, на что та ему якобы ответила: «Она не моя внучка. Тебя усыновили» (Кристофер, по его словам, пришёл в такую ярость, что сломал телефонную трубку). В том же интервью он заявил, что, по его мнению, Кроуфорд никогда понастоящему не заботилась о нём. В 1978 году Кристофер женился во второй раз, и у него родилась ещё одна дочь, Кристал. Кристофер умер в 2006 году.       
В 1947 году Кроуфорд удочерила двух девочек-двойняшек и назвала их Кэтрин и Синтия, которые родились недоношёнными 13 января 1947 года (хотя Кристина в своей книге утверждала, что их дата рождения была сфабрикована и на самом деле они погодки), и в течение нескольких недель им требовалось наблюдение в больнице. Их биологическая мать заболела и умерла менее чем через неделю после их рождения из-за почечной недостаточности (но ещё до этого успела договориться об их удочерении), а их биологический отец бросил их мать в период родов. Четвёртый муж Кроуфорд, Альфред Стил, в 1955 году тоже официально удочерил их. В отличие от Кристины и Кристофера, Кэтрин и Синтия описывали Кроуфорд только в положительных тонах и категорически отвергали утверждения, что та плохо с ними обращалась. Обе сестры побывали замужем, обе родили по два ребёнка и обе развелись. В 1990-х годах они разыскали своих биологических родственников в Теннесси. Синтия умерла 14 октября 2007 года, Кэтрин — 11 января 2020 года от рака легких.
После смерти Джоан Кристина и Кристофер больше не встречались ни лично с близнецами, ни с друг другом.

## Наследие
- Джоан Кроуфорд удостоена звезды на Голливудской аллее славы (1752 Vine Street).
- Созданный в честь актрисы Джоан Кроуфорд, коктейль Golden Dream был разработан в шестидесятых годах XX столетия барменом Раймундо Альварес, в баре Old King Bar, Майами (штат Флорида, США) и был популярен в конце шестидесятых годов на восточном побережье США[27].
- Весной 2017 года на экраны вышел телесериал «Вражда», сюжет которого разворачивается на закулисном соперничестве Джоан Кроуфорд и Бетт Дейвис во время съёмок их фильма «Что случилось с Бэби Джейн?» в 1962 году. Роль Кроуфорд исполнила Джессика Лэнг.

### На английском языке
- Christina Crawford (2018). Mommie Dearest. Open Road Integrated Media, Inc., 524 pages. ISBN 978-1-5040-5771-4